# Palais Buondelmonti
Pour les articles homonymes, voir Buondelmonti (homonymie).
Le palais Buondelmonti (Palazzo Buondelmonti), ou Scali-Buondelmonti, est situé sur la Piazza Santa Trinita à Florence.

## Histoire
Les Scali avaient leurs maisons sur ce site, qui passa à la famille Del Bene puis aux Cambi. Le palais fut vendu aux Buondelmonti en 1517, qui commencèrent sa rénovation en achevant la façade vers 1525. La famille Buondelmonti, l'une des plus anciennes de Florence, possédait des propriétés à Borgo Santi Apostoli depuis le Moyen Âge et était étroitement liée à l'église Santa Trinita et aux Vallombrosains en général, puisque leur fondateur, Jean Gualbert, est né de leur famille. 
Le palais est un exemple typique de l'édifice résidentiel des familles patriciennes florentines développé à la fin du XVe siècle, avec des formes plus sobres que les grands palais de la première moitié du XVe siècle (palais Strozzi, palais Medici-Riccardi). En particulier, on peut le comparer décorativement au Palazzo Gondi sur la Piazza San Firenze (par Giuliano da Sangallo) ou au palais Guadagni sur la Piazza Santo Spirito. Le projet est attribué à Baccio d'Agnolo ou Simone del Pollaiolo, et a été commandé par les frères Lorenzo et Leonardo Buondelmonti.
En 1774, avec l'extinction de la famille, après la mort de Francesco Gioacchino Buondelmonti sans héritiers masculins, le bâtiment fut divisé et loué par la fille de Francesco.
En 1819, Giovan Pietro Vieusseux ouvrit le célèbre Cabinet Vieusseux, aujourd'hui installé au palais Strozzi. Dans les salles du Palazzo Buondelmonti, d'éminentes personnalités italiennes et européennes telles que Giacomo Leopardi, Alessandro Manzoni, Niccolò Tommaseo, Gino Capponi, Alexandre Dumas, Stendhal et bien d'autres eurent l'occasion de se rencontrer. En 1870, le Cabinet s'installe d'abord au palais Spini-Feroni, puis au palais Strozzi, où il se trouve encore aujourd'hui.
Une restauration du XXe siècle a rouvert la loggia du dernier étage.

## Plaques
Deux plaques sont apposées sur la façade : l'une commémore l'hospitalité donnée à L'Arioste par Zanobi Buondelmonti et l'autre commémore Giovan Pietro Vieusseux et son cabinet littéraire, qui y eut son premier siège.

## Source de traduction
- (it) Cet article est partiellement ou en totalité issu de l’article de Wikipédia en italien intitulé « Palazzo Buondelmonti » (voir la liste des auteurs).